# Samochód wężowy
Samochód wężowy – pojazd specjalny służący do zasilania magistrali wężowych podczas przetłaczania wody do celów gaśniczych przy pożarach o dużych rozmiarach oraz przepompowywania wody na terenach popowodziowych. Jest to samochód wsparcia działań gaśniczych, wchodzący najczęściej w skład plutonu wsparcia razem z agregatem pompowym dużej wydajności oraz ciężkimi samochodami gaśniczymi (cysternami).
Węże znajdują się w specjalnych łożach (korytach) lub na zwijadłach umożliwiających układanie magistrali wężowych pojedynczych lub podwójnych (równoległych) w czasie poruszania się samochodu wężowego (prędkość jazdy do 10 km/h). Oprócz węży tłocznych samochód przewozić może również armaturę wodno-pianową, rozdzielacze, zbieracze, przełączniki, węże ssawne, zbiorniki rozkładane na wodę, mostki przejazdowe na węże 110 mm.

## Samochody wężowe w Polsce

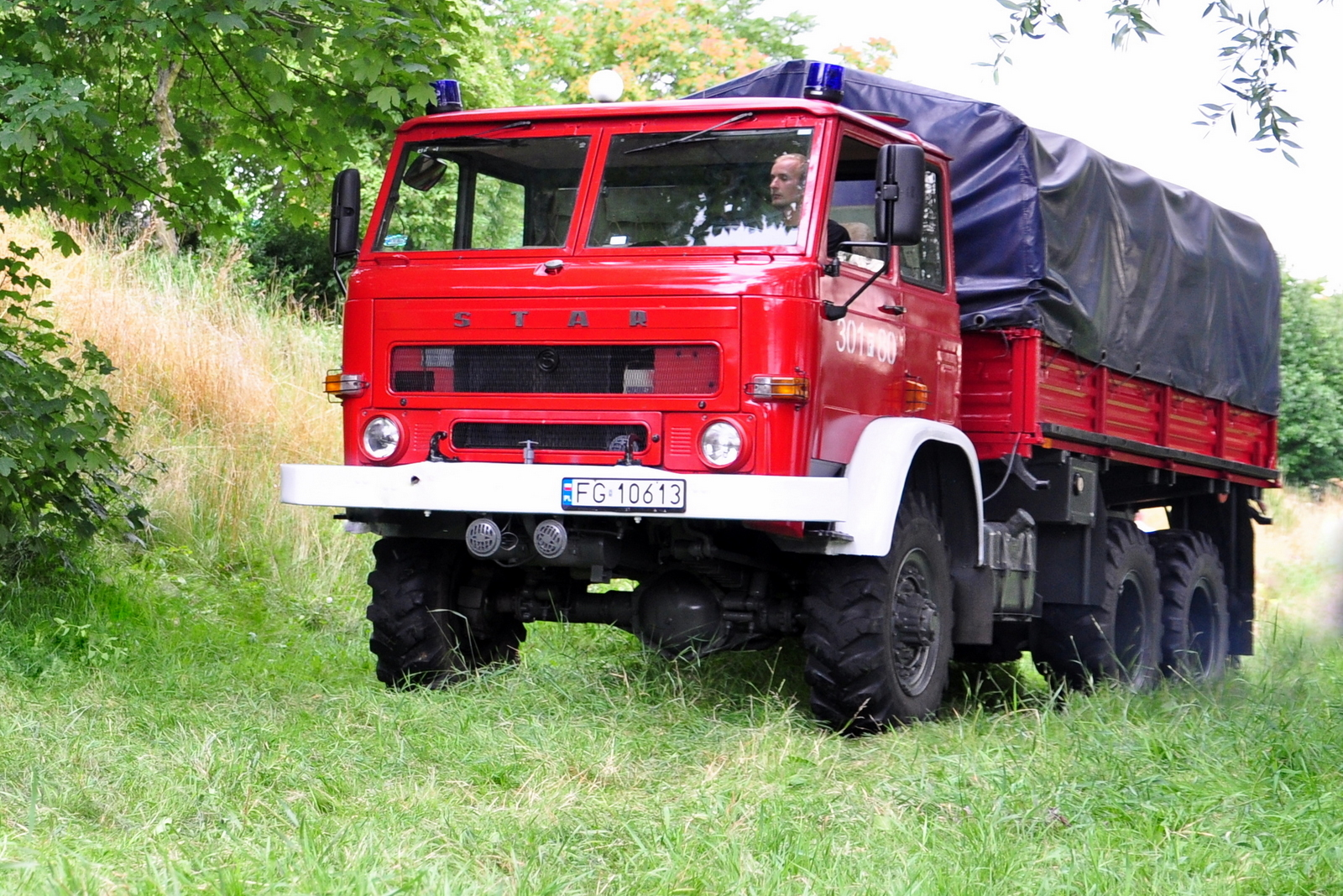
Star 266 SW 3000 z JRG1 PSP w Gorzowie Wlkp.

Samochody wężowe oznaczone są symbolem SW wraz z dwucyfrowym oznaczeniem dotyczącym długości wszystkich węży przewożonych danym samochodem. Pojazdy są przystosowane do przewozu węży tłocznych o średnicy 110 mm i 75 mm (W 110, W 75) i długości 1000m, 2000m, 3000m, 5000m (oznaczenia odpowiednio: SW 1000, SW 2000, SW 3000, SW 5000).

### Przykłady
- 363[D]80 – SW 5000 (SW 3200) Jelcz 325/ISS Wawrzaszek – JRG 3 Chojnów. Pierwszy typowy pojazd wężowy w zasobach PSP[3]  Był to średni wężowy pojazd specjalny, silnik o pojemności 11 100 cm³ i mocy 200 KM, Zabudowa: ISS Wawrzaszek na podwoziu Jelcz 325. Liczba miejsc 2. Liczba skrytek: 3 (1+1+1). Służy do przewozu odcinków węży tłocznych W110 oraz potrzebnej armatury wodnej, zasięg taktyczny 3200 m. Początkowo pojazd był wyposażony w węże tłoczne o łącznej długości 5000 m (SW 5000), po pewnym czasie wyposażenie zredukowano do 3200 m (SW 3200)
- Star 266 – średni samochód wężowy, silnik o pojemności 6830 cm³ i mocy 150 KM, podwozie Star 266, wciągarka, służy do przewozu odcinków węży tłocznych W110 123 sztuki, zasięg taktyczny 2000 m.